# Thryonomys swinderianus
Очеретник великий, або великий очеретяний щур (Thryonomys swinderianus) — вид гризунів родини очеретяні щури. Вид поширений у значній частині Південної Африки, за Сахарою.

## Морфологія
Довжина голови й тіла 350—610 (-720) мм і хвіст 65–260 мм в довжину. Середня вага самців 4,5 кг і 3,5 кг у самиць. Максимальна вага 9 кг. Тварини мають закруглений ніс, короткі вуха і різці, які ростуть безперервно. T. swinderianus вкритий грубою щетиною яка росте в групах по п'ять або шість; підшерстя відсутнє. Верхні частини тіла жовтувато-коричневого кольору, низ — набагато світлішого сірого кольору. Передні ступні менші ніж задні й мають три добре розвинені середні пальці, натомість перший і п'ятий пальці нерозвинені. Задні ступні не мають першого пальця і всі пальці мають важкі кігті.

## Відтворення
Два виводки до дванадцяти щуренят можуть народжуватись щорічно. Середній період вагітності 155 днів. Новонароджені важать близько 129 грамів, покриті волоссям, їхні очі відкриті й незабаром вони можуть бігати. Статева зрілість настає приблизно через рік. У неволі тварини можуть жити понад чотири роки.

## Середовище проживання
Вид був зареєстрований на висоті 1800 м над рівнем моря. Живе у заростях очерету або в районах щільної, високої трави з товстими як в очерета стеблами, типовий для річок та інших подібних місць проживання. Рідко зустрічаються далеко від води. Сільськогосподарські культури (такі, як кукурудза, пшениця, цукрова тростина, арахіс) значно покращили проживання цього виду, так що вони стали сільськогосподарськими шкідниками в деяких регіонах, і часто несуть відповідальність за заподіяння шкоди культурам маніоки, і, в Західній Африці, плантаціям олійної пальми.

## Поведінка
Т. swinderianus зазвичай можна знайти в групах, що складаються з одного самця, кількох самиць, і молоді з більш ніж одного покоління. Вони ведуть нічний спосіб життя і створюють стежки через траву та очерет, які ведуть від укриття до живильних та водних об'єктів. Вони нахиляють вниз високу траву, щоб зробити гнізда, а також зробити неглибокі нори для укриття. Вони хороші плавці і нирці. Спостерігалося як самці борються, штовхаючи один одного носами.
Т. swinderianus є травоїдними і їх дієта в основному складається трави й очерету. Іноді вони також їдять кору, фрукти й горіхи, що впали і багато різних видів просапних культур (цукрова тростина, кукурудза, просо, маніок, арахіс, солодка картопля і гарбуз).

## Економічне значення для людини
Т. swinderianus є одним з найбільш бажаних видів м'яса в Африці, і може коштувати дорожче, ніж баранина, курка, яловичина або свинина.

## Галерея

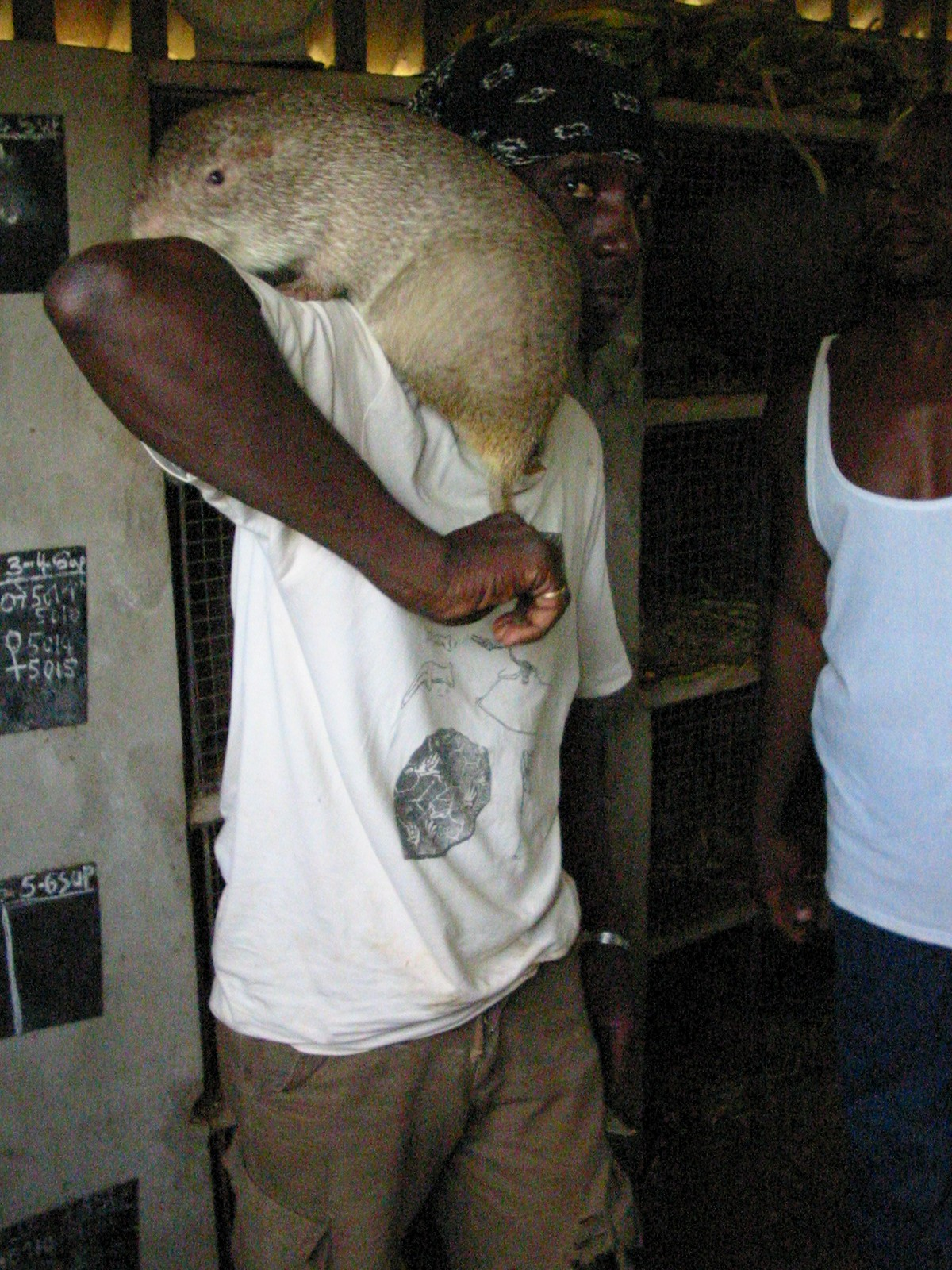
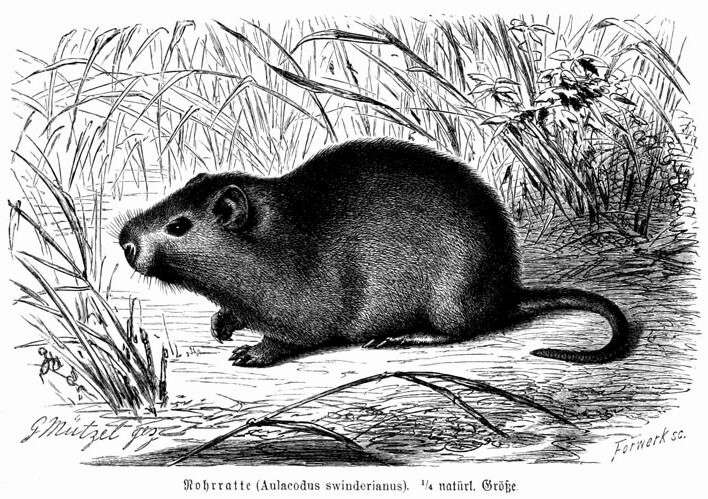
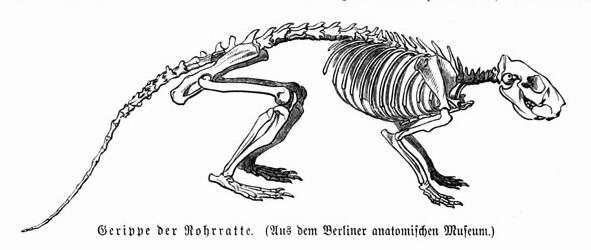